# DVBViewer
Der DVBViewer ist eine proprietäre, kommerzielle Software, die alle grundsätzlichen Funktionen zum Empfang und zur Wiedergabe digitalen Fernsehens und Radioempfanges bietet. Weitere Funktionen sind durch Plug-ins nachrüstbar.
Die Software ist nur über das Internet als Download verfügbar, um die Vertriebskosten gering zu halten.
Wichtigster Kunde und Abnehmer von Lizenzen ist der deutsche Hersteller von Fernseh-Digitalempfängern TechniSat. Dieser legt die Software seinen Produkten als DVBViewer Technisat Edition bei.
Nach Aussagen des Entwicklers war der DVBViewer die erste Applikation für den PC, die H.264/MPEG-4 AVC-Übertragungen sowohl live als auch als Aufnahme erkannte und abspielte.

## Funktionsumfang
- Media-Center-Oberfläche mit allen damit assoziierten Funktionen
- Electronic Program Guide (Elektronischer Programmführer) in mehreren unterschiedlichen Ansichtsmöglichkeiten
- Wiedergabe von DVD, HD DVD, Blu-ray Disc und Audio-CD
- Teletext
- MHEG-5 und HbbTV als kostenpflichtiges Plugin
- Untertitel (engl. closed caption)
- DVB-Untertitel ETSI EN 300 743
- EPG Empfang, sowohl über die Event Information Table bei DVB als auch über die Master Guide Table bei ATSC
- legale  Unterstützung von SiehFern INFO (SFI) über DVB-S (basiert auf Zusammenarbeit mit Technisat)
- parallele Steuerung von ATSC-, DVB-S-, DVB-S2-, DVB-T-, DVB-C-, Datei- und Netzwerkgeräten
- Favoritenliste der Kanäle
- Unterstützung für die Bedienung über eine Fernbedienung
- Funktionen zur Aufnahme inklusive detaillierter Einstellungsmöglichkeiten und einem speziellen Systemdienst, der Aufnahmen ermöglicht, ohne dass DVBViewer für die Aufnahme laufen muss
- Streaming Media Server zur Verteilung der Audio- und Videodaten an weitere Rechner in einem Netzwerk, ohne dass diese selbst einen Digitalempfänger benötigen
- Unterstützung von Skins für die Programmoberfläche
- Unterstützung von Broadcast Driver Architecture (BDA) kompatiblen DVB-Karten inklusive Common Interface (CI) und DiSEqC
- Es ist möglich, 263 DVB/ATSC-Geräte parallel zu betreiben und gleichzeitig anzusteuern.
- Aufnehmen und Ansehen von verschiedenen Programmen mit nur einer TV-Karte, vorausgesetzt der Transponder ist der gleiche (z. B. ProSieben im Hintergrund aufnehmen, Sat.1 anschauen)
- Unterstützung von AAC LATM codiertem Audio, welches in Norwegen über DVB-T und in Deutschland über DVB-T2 HD (alle ARD-Multiplexe) ausgestrahlt wird.

## Die verschiedenen Versionen von DVBViewer
DVBViewer wird in drei Varianten, welche sich in ihrem Funktionsumfang unterscheiden, vertrieben:
- DVBViewer Pro stellt die kommerzielle Vollversion mit uneingeschränktem Funktionsumfang dar. Neben der eigentlichen Software erhält man nach Kauf einer Lizenz auch Zugang zum Mitgliederbereich der Homepage. Dort hat man die Möglichkeit, Plug-ins, Entwicklungsressourcen, Betaversionen, Skins und zusätzliche nützliche Dienstprogramme (Tools) herunterzuladen.
- DVBViewer GE (Griga Edition) ist eine Art Testversion, gepflegt von einem ehrenamtlichen Entwickler mit dem Nicknamen Griga. In dieser auf DVBViewer Pro basierenden Anwendung testet er neue Funktionen für die spätere Aufnahme in DVBViewer Pro.
- DVBViewer TE (Technisat Edition) ist eine in den Funktionen auf TV- und Radiowiedergabe bzw. -aufnahme beschränkte kostenfreie Variante für B2C2-Chipsatz-basierte Karten und kann ebenfalls über das Internet bezogen werden.
- DVBViewer Terratec Edition  ist eine in den Funktionen auf TV- und Radiowiedergabe bzw. -aufnahme beschränkte kostenfreie Variante für digitale Karten der Firma TERRATEC Electronic GmbH und kann kostenlos über das Internet bezogen werden.
- DVBViewer Mini: Unter verschiedenen Namen für die Hersteller/Händler TechniSat, TechnoTrend, Digital Everywhere, DVBShop, RF Central und X3M erhältlich. Der weiterentwickelte Nachfolger der DVBViewer TE Edition ist ebenfalls eine in den Funktionen auf TV- und Radiowiedergabe bzw. -aufnahme beschränkte, kostenfreie Variante für B2C2-Chipsatz-basierte Karten und ist in der Regel mit den Produkten der jeweiligen Herstellers/Händlers gebündelt erhältlich.
- TT-Viewer ist eine in den Funktionen auf TV- und Radiowiedergabe bzw. -aufnahme beschränkte kostenfreie Variante für DVB-Karten des Herstellers TechnoTrend und kann kostenlos über die Herstellerwebsite bezogen werden.[4]
- DVBViewer Light ist eine kostenfreie Variante für die Wiedergabe von Sat-IP.

## TransEdit und TransEdit MMC
TransEdit ist ein Scanner für DVB-S (2), DVB-T und DVB-C, der als Zusatzprogramm für den DVBViewer Pro/GE einen Sendersuchlauf mit wesentlich erweiterten Möglichkeiten bietet. TransEdit unterstützt TechniSat-Karten (SkyStar2, AirStar2, CableStar2) sowie alle Geräte mit BDA-Treiber (Broadcast Driver Architecture). Außer dem erweiterten Sendersuchlauf gehören folgende wesentliche Funktionen zu TransEdit:
- Transponderlisten-Editor – erlaubt die Verwaltung, Editierung und Aktualisierung der Transponderlisten
- Analyzer – ermöglicht einen tiefen Einblick in den DVB-Datenstrom, der über Transponder gesendet wird
- Preview – eine einfache Vorschau-Funktion für die sofortige Wiedergabe von Video- und Audio-Streams

TransEdit MMC ist die kostenlose, funktionsbeschränkte Version von TransEdit, welche auf der Website von DVBViewer verfügbar ist. Der Hauptzweck ist die Überprüfung, ob der DVBViewer in Zusammenspiel mit einem bestimmten Gerät funktioniert.

## Ähnliche Anwendungen

### Open Source
- Kodi
- MediaPortal
- mythTV
- Video Disk Recorder

### Proprietär
- Windows Media Center
- Sceneo TVcentral, eingestellt
- WatchTV Pro Ex
- WatchTVPro Phoenix Edition
- Arcsoft TotalMedia
- ProgDVB
- BlazeVideo HDTV Player
- WinTV von Hauppauge
- Moovida, vormals Elisa Media Center